# Tipsport liga 2011
Tipsport liga 2011 byla čtrnáctým (po změně názvu čtvrtým) ročníkem tohoto zimního fotbalového turnaje. Soutěž se konala ve dnech od 8. ledna do 30. ledna v šesti městech České republiky a Slovenska. Turnaje se zúčastnilo 23 klubů z Česka a Slovenska zařazených do pěti základních skupin. Z nich se do semifinále probojovaly celky FK Ústí nad Labem, SK Sigma Olomouc, FK Baumit Jablonec a FC Zlaté Moravce. Ve finále mezi Zlatými Moravci a Sigmou Olomouc zvítězil hanácký celek a z vítězství v zimním turnaji se tak poprvé radovala Sigma Olomouc.
Nejlepším střelcem soutěže se se sedmi trefami stal jablonecký útočník David Lafata, jehož tým v zápase o třetí místo porazil fotbalisty z Ústí nad Labem. Ocenění pro nejlepšího hráče turnaje získal olomoucký Tomáš Hořava, nejlepším brankářem byl vyhlášen Martin Kuciak, gólman poraženého finalisty FC Zlaté Moravce.

## Účastníci
- Bohemians 1905
- FC Zbrojovka Brno
- SK Dynamo České Budějovice
- MFK Dubnica
- FK Baumit Jablonec
- FC Vysočina Jihlava
- SK Kladno
- FC Slovan Liberec
- Tatran NAO Liptovský Mikuláš
- TJ Spartak Myjava
- SK Sigma Olomouc
- 1. FK Příbram
- FK Teplice
- AS Trenčín
- FC Spartak Trnava
- FK Fotbal Třinec
- FK Ústí nad Labem
- SK Slovan Varnsdorf
- FC ViOn Zlaté Moravce
- FC Tescoma Zlín
- 1. SC Znojmo
- MŠK Žilina
- FK Viktoria Žižkov

## Hostující města
| Město      | Skupina | Stadion                        | Zápasy             |
| Praha      | A       | sport. areál SK Slavia Praha   | semifinále, finále |
| Děčín      | B       | hř. FK Junior Děčín            |                    |
| Brno       | C       | Sport. cent. Brno-Ivanovice    |                    |
| Myjava     | D       | sport. areál TJ Spartak Myjava |                    |
| Luhačovice | D       | sport. areál FK Luhačovice     |                    |
| Žilina     | E       | hř. Žilina - Strážov           |                    |

## Základní skupiny

### Skupina A
| #  | Tým                        | Z | V | R | P | +  | - | B |
| 1. | FK Baumit Jablonec         | 4 | 3 | 0 | 1 | 12 | 5 | 9 |
| 2. | Bohemians 1905             | 4 | 2 | 1 | 1 | 5  | 4 | 7 |
| 3. | SK Dynamo České Budějovice | 4 | 1 | 2 | 1 | 5  | 7 | 5 |
| 4. | FK Viktoria Žižkov         | 4 | 1 | 1 | 2 | 5  | 6 | 4 |
| 5. | 1. FK Příbram              | 4 | 1 | 0 | 3 | 3  | 8 | 3 |

| 8. ledna 2011 13:30 CET |       |                                         |                             |
| 1. FK Příbram           | 1 - 4 | FK Baumit Jablonec                      | sportovní areál Eden, Praha |
| 79' Štochl              |       | 13' 80' Lafata 16' Zábojník 77' Vukovič | sportovní areál Eden, Praha |

| 9. ledna 2011 11:00 CET |       |                       |                             |
| FK Viktoria Žižkov      | 1 - 2 | 1. FK Příbram         | sportovní areál Eden, Praha |
| 48' Sodje               |       | 25' Wagner 65' Jurdík | sportovní areál Eden, Praha |

| 15. ledna 2011 10:30 CET |       |                    |                             |
| Bohemians 1905           | 1 - 0 | FK Viktoria Žižkov | sportovní areál Eden, Praha |
| 42' Čech M.              |       |                    | sportovní areál Eden, Praha |

| 15. ledna 2011 13:30 CET   |       |                                                 |                             |
| SK Dynamo České Budějovice | 0 - 4 | FK Baumit Jablonec                              | sportovní areál Eden, Praha |
|                            |       | 29' Huber 38' Muženjak 70' Kocourek 89' Pekhart | sportovní areál Eden, Praha |

| 16. ledna 2011 11:00 CET |       |                            |                                                              |
| Bohemians 1905           | 1 - 1 | SK Dynamo České Budějovice | sportovní areál Eden, Praha rozhodčí: Lerch, Moudrý, Kovařík |
| 64' Nikl                 |       | 14' Stráský                | sportovní areál Eden, Praha rozhodčí: Lerch, Moudrý, Kovařík |

| 19. ledna 2011 14:30 CET |       |                           |                             |
| FK Baumit Jablonec       | 1 - 2 | FK Viktoria Žižkov        | sportovní areál Eden, Praha |
| 80' Pekhart              |       | 28' Novotný 39' Procházka | sportovní areál Eden, Praha |

| 22. ledna 2011 11:00 CET |       |                            |                             |
| FK Viktoria Žižkov       | 2 - 2 | SK Dynamo České Budějovice | sportovní areál Eden, Praha |
| 17' Brabec 53' Dočekal   |       | 8' Horejš 52' Stráský      | sportovní areál Eden, Praha |

| 22. ledna 2011 13:30 CET |       |                      |                             |
| FK Baumit Jablonec       | 3 - 2 | Bohemians 1905       | sportovní areál Eden, Praha |
| 30' 56' 85' Lafata       |       | 31' Kraus 65' Nešpor | sportovní areál Eden, Praha |

| 23. ledna 2011 13:30 CET |       |                |                             |
| 1. FK Příbram            | 0 - 1 | Bohemians 1905 | sportovní areál Eden, Praha |
|                          |       | 88' Moravec    | sportovní areál Eden, Praha |

| 26. ledna 2011 14:00 CET   |       |               |                                                            |
| SK Dynamo České Budějovice | 2 - 0 | 1. FK Příbram | sportovní areál Eden, Praha rozhodčí: Lerch, Moudrý, Koval |
| 19' Černák 42' Stráský     |       |               | sportovní areál Eden, Praha rozhodčí: Lerch, Moudrý, Koval |

### Skupina B
| #  | Tým                 | Z | V | R | P | +  | -  | B |
| 1. | FK Ústí nad Labem   | 4 | 3 | 0 | 1 | 11 | 6  | 9 |
| 2. | FC Slovan Liberec   | 4 | 2 | 1 | 1 | 10 | 5  | 7 |
| 3. | FK Teplice          | 4 | 2 | 1 | 1 | 12 | 8  | 7 |
| 4. | SK Slovan Varnsdorf | 4 | 1 | 0 | 3 | 4  | 10 | 3 |
| 5. | SK Kladno           | 4 | 1 | 0 | 3 | 4  | 12 | 3 |

| 8. ledna 2011 13:30 CET |       |                                             |                     |
| FK Teplice              | 2 - 3 | SK Slovan Varnsdorf                         | hř. FK Junior Děčín |
| 30' Verbíř 42' Moulis   |       | 23' Čemba 55' Kulhánek (pen.) 74' Procházka | hř. FK Junior Děčín |

| 11. ledna 2011 15:30 CET |       |                              |                     |
| FC Slovan Liberec        | 1 - 2 | FK Ústí nad Labem            | hř. FK Junior Děčín |
| 24' Štajner              |       | 76' 87' Vrtělka (obě z pen.) | hř. FK Junior Děčín |

| 15. ledna 2011 11:00 CET |       |                                |                     |
| SK Kladno                | 1 - 4 | FC Slovan Liberec              | hř. FK Junior Děčín |
| 93' Holub                |       | 2' 58' 61' Nezmar 86' Papoušek | hř. FK Junior Děčín |

| 15. ledna 2011 14:30 CET           |       |                                               |                     |
| FK Ústí nad Labem                  | 3 - 4 | FK Teplice                                    | hř. FK Junior Děčín |
| 12' Gibala 32' Svátek 62' Kjeldsen |       | 45' Melunovič 71' Došek 75' Smejkal 89' Lácha | hř. FK Junior Děčín |

| 16. ledna 2011 11:00 CET |       |                     |                     |
| SK Kladno                | 2 - 1 | SK Slovan Varnsdorf | hř. FK Junior Děčín |
|                          |       |                     | hř. FK Junior Děčín |

| 19. ledna 2011 11:00 CET |       |                   |                     |
| SK Slovan Varnsdorf      | 0 - 3 | FK Ústí nad Labem | hř. FK Junior Děčín |
|                          |       |                   | hř. FK Junior Děčín |

| 19. ledna 2011 16:30 CET                |       |           |                     |
| FK Teplice                              | 4 - 0 | SK Kladno | hř. FK Junior Děčín |
| 49' 62' Melunovič 10' Smejkal 58' Lácha |       |           | hř. FK Junior Děčín |

| 22. ledna 2011 14:00 CET |       |                         |                     |
| FC Slovan Liberec        | 2 - 2 | FK Teplice              | hř. FK Junior Děčín |
| 33' 45' Nezmar           |       | 13' Melunovič 49' Čajič | hř. FK Junior Děčín |

| 22. ledna 2011 15:00 CET |       |            |                     |
| FK Ústí nad Labem        | 3 - 1 | SK Kladno  | hř. FK Junior Děčín |
| 31' 42' Gibala 51' Franc |       | 19' Rouček | hř. FK Junior Děčín |

| 25. ledna 2011 16:30 CET |       |                                   |                     |
| SK Slovan Varnsdorf      | 0 - 3 | FC Slovan Liberec                 | hř. FK Junior Děčín |
|                          |       | 6' Hadaščok 17' Štajner 22' Vulin | hř. FK Junior Děčín |

### Skupina C
| #  | Tým                   | Z | V | R | P | +  | -  | B  |
| 1. | SK Sigma Olomouc      | 4 | 3 | 1 | 0 | 11 | 5  | 10 |
| 2. | FC Zbrojovka Brno     | 4 | 2 | 1 | 1 | 7  | 4  | 7  |
| 3. | FC Vysočina Jihlava   | 4 | 1 | 2 | 1 | 5  | 6  | 5  |
| 4. | 1. SC Znojmo          | 4 | 1 | 1 | 2 | 7  | 8  | 4  |
| 5. | MFK Dubnica nad Váhom | 4 | 0 | 1 | 3 | 6  | 13 | 1  |

| 8. ledna 2011 10:00 CET                |       |                              |                             |
| SK Sigma Olomouc                       | 3 - 2 | FC Zbrojovka Brno            | Sport. cent. Brno-Ivanovice |
| 19' Pospíšil 70' Ulma 88' Schulmeister |       | 32' Došek 78' Ulma (vlastní) | Sport. cent. Brno-Ivanovice |

| 8. ledna 2011 12:00 CET |       |                                           |                             |
| MFK Dubnica nad Váhom   | 2 - 4 | SK Sigma Olomouc                          | Sport. cent. Brno-Ivanovice |
| 42' Vavrík 88' Lupták   |       | 34' Murin 38' Ordoš 40' Bajer 86' Janotka | Sport. cent. Brno-Ivanovice |

| 8. ledna 2011 14:00 CET |       |                                      |                             |
| MFK Dubnica nad Váhom   | 1 - 3 | FC Zbrojovka Brno                    | Sport. cent. Brno-Ivanovice |
| 38' Vavrík              |       | 68' Šamánek 72' Hikmet 90' Kalabiška | Sport. cent. Brno-Ivanovice |

| 8. ledna 2011 16:00 CET |       |                          |                             |
| 1. SC Znojmo            | 2 - 3 | FC Vysočina Jihlava      | Sport. cent. Brno-Ivanovice |
| 61' Jonov 83' Kováč     |       | 45' 63' Karlík 73' Kosak | Sport. cent. Brno-Ivanovice |

| 15. ledna 2011 12:00 CET |       |                          |                             |
| FC Vysočina Jihlava      | 2 - 2 | MFK Dubnica nad Váhom    | Sport. cent. Brno-Ivanovice |
| 13' Görner 64' Kopic     |       | 56' Vavrík 84' Augustíni | Sport. cent. Brno-Ivanovice |

| 15. ledna 2011 14:00 CET                 |       |                       |                             |
| 1. SC Znojmo                             | 4 - 1 | MFK Dubnica nad Váhom | Sport. cent. Brno-Ivanovice |
| 4' 48' Vašíček 19' Gabriel 88' Podzemský |       | 73' Varga             | Sport. cent. Brno-Ivanovice |

| 19. ledna 2011 14:00 CET |       |                  |                             |
| FC Vysočina Jihlava      | 0 - 0 | SK Sigma Olomouc | Sport. cent. Brno-Ivanovice |
|                          |       |                  | Sport. cent. Brno-Ivanovice |

| 22. ledna 2011 10:00 CET |       |              |                             |
| FC Zbrojovka Brno        | 0 - 0 | 1. SC Znojmo | Sport. cent. Brno-Ivanovice |
|                          |       |              | Sport. cent. Brno-Ivanovice |

| 22. ledna 2011 12:00 CET  |       |                     |                             |
| FC Zbrojovka Brno         | 2 - 0 | FC Vysočina Jihlava | Sport. cent. Brno-Ivanovice |
| 56' Kalabiška 81' Rabušic |       |                     | Sport. cent. Brno-Ivanovice |

| 22. ledna 2011 14:00 CET       |       |               |                                               |
| SK Sigma Olomouc               | 4 - 1 | 1. SC Znojmo  | Sport. cent. Brno-Ivanovice rozhodčí: Zelinka |
| 7' 74' Doležal 28' 62' Janotka |       | 43' Nepožitek | Sport. cent. Brno-Ivanovice rozhodčí: Zelinka |

### Skupina D
| #  | Tým               | Z | V | R | P | + | - | B |
| 1. | FC Zlaté Moravce  | 3 | 2 | 0 | 1 | 5 | 3 | 6 |
| 2. | FC Spartak Trnava | 3 | 1 | 1 | 1 | 4 | 4 | 4 |
| 3. | TJ Spartak Myjava | 3 | 1 | 1 | 1 | 5 | 6 | 4 |
| 4. | FC Tescoma Zlín   | 3 | 1 | 0 | 2 | 5 | 6 | 3 |

| 8. ledna 2011 13:00 CET |       |                   |  |
| FC Tescoma Zlín         | 0 - 1 | FC Spartak Trnava |  |
|                         |       | 84' Bernáth       |  |

| 9. ledna 2011 13:00 CET |       |                   |                                |
| FC Zlaté Moravce        | 0 - 1 | TJ Spartak Myjava | diváci: 300 rozhodčí: Kralovič |
|                         |       | 80' Černáček      | diváci: 300 rozhodčí: Kralovič |

| 15. ledna 2011 11:00 CET |       |                   |                             |
| TJ Spartak Myjava        | 1 - 1 | FC Spartak Trnava | diváci: 700 rozhodčí: Jaška |
| 16' Sládek               |       | 30' Bernáth       | diváci: 700 rozhodčí: Jaška |

| 15. ledna 2011 13:30 CET |       |                 |  |
| FC Zlaté Moravce         | 2 - 0 | FC Tescoma Zlín |  |
| 64' Pavelka 67' Janečka  |       |                 |  |

| 22. ledna 2011 11:00 CET |       |                                             |  |
| TJ Spartak Myjava        | 3 - 5 | FC Tescoma Zlín                             |  |
| 34' 36' Kosík 60' Šarudi |       | 32' 58' Dobeš 3' Šmahaj 21' Hájek 53' Novák |  |

| 22. ledna 2011 13:30 CET |       |                                           |  |
| FC Spartak Trnava        | 2 - 3 | FC Zlaté Moravce                          |  |
| 51' 60' Koro Kone        |       | 32' Pavlovič (pen.) 56' Pavelka 76' Brčák |  |

### Skupina E
| #  | Tým                              | Z | V | R | P | + | - | B |
| 1. | MŠK Žilina                       | 3 | 3 | 0 | 0 | 8 | 1 | 9 |
| 2. | AS Trenčín                       | 3 | 1 | 1 | 1 | 4 | 1 | 4 |
| 3. | FK Fotbal Třinec                 | 3 | 1 | 0 | 2 | 2 | 8 | 3 |
| 4. | MFK Tatran AOS Liptovský Mikuláš | 3 | 0 | 1 | 2 | 1 | 5 | 1 |

| 8. ledna 2011 11:00 CET |       |                                  |                                  |
| FK Fotbal Třinec        | 2 - 0 | MFK Tatran AOS Liptovský Mikuláš | hř. Žilina - Strážov diváci: 100 |
| 70' Hanus 83' Mrázek    |       |                                  | hř. Žilina - Strážov diváci: 100 |

| 8. ledna 2011 13:30 CET |       |            |                                  |
| AS Trenčín              | 0 - 1 | MŠK Žilina | hř. Žilina - Strážov diváci: 200 |
|                         |       | 5' Oravec  | hř. Žilina - Strážov diváci: 200 |

| 15. ledna 2011 11:00 CET                      |       |                  |                                  |
| MŠK Žilina                                    | 4 - 0 | FK Fotbal Třinec | hř. Žilina - Strážov diváci: 350 |
| 35' Poliaček 40' Pich 68' Leitner 75' Lietava |       |                  | hř. Žilina - Strážov diváci: 350 |

| 15. ledna 2011 13:30 CET |       |                                  |                                  |
| AS Trenčín               | 0 - 0 | MFK Tatran AOS Liptovský Mikuláš | hř. Žilina - Strážov diváci: 200 |
|                          |       |                                  | hř. Žilina - Strážov diváci: 200 |

| 18. ledna 2011 13:30 CET         |       |            |                      |
| MFK Tatran AOS Liptovský Mikuláš | 1 - 3 | MŠK Žilina | hř. Žilina - Strážov |
|                                  |       |            | hř. Žilina - Strážov |

| 22. ledna 2011 13:30 CET |       |                                                   |                      |
| FK Fotbal Třinec         | 0 - 4 | AS Trenčín                                        | hř. Žilina - Strážov |
|                          |       | 33' Fanendo Adi 37' Depetris 69' Malec 85' Čögley | hř. Žilina - Strážov |

## Play-off

### Čtvrtfinále
| 26. ledna 2011 19:30 CET |       |             |  |
| FC Zlaté Moravce         | 2 - 1 | MŠK Žilina  |  |
| 29' Náther 43' Babic     |       | 18' Almeida |  |

### Semifinále
| 29. ledna 2011 10:30 CET |       |                             |                                                          |
| FK Baumit Jablonec       | 2 - 3 | FC Zlaté Moravce            | sportovní areál Eden, Praha rozhodčí: Jech, Urban, Jílek |
| 17' Lafata 58' Vukovič   |       | 10' 52' Pavelka 85' Janečka | sportovní areál Eden, Praha rozhodčí: Jech, Urban, Jílek |

| 29. ledna 2011 13:30 CET |       |                              |                                                          |
| FK Ústí nad Labem        | 0 - 2 | SK Sigma Olomouc             | sportovní areál Eden, Praha rozhodčí: Jílek, Urban, Jech |
|                          |       | 42' Schulmeister 48' Doležal | sportovní areál Eden, Praha rozhodčí: Jílek, Urban, Jech |

### Zápas o 3. místo
| 30. ledna 2011 10:30 CET           |       |                   |                                              |
| FK Baumit Jablonec                 | 3 - 0 | FK Ústí nad Labem | sportovní areál Eden, Praha rozhodčí: Hrubeš |
| 2' Vaněk 48' Zábojník 79' Vošahlík |       |                   | sportovní areál Eden, Praha rozhodčí: Hrubeš |

### Finále
| 30. ledna 2011 13:30 CET |       |                                       |                                               |
| FC Zlaté Moravce         | 1 - 3 | SK Sigma Olomouc                      | sportovní areál Eden, Praha rozhodčí: Kovařík |
| 57' Náther (pen.)        |       | 43' Hála 53' Schulmeister 57' Doležal | sportovní areál Eden, Praha rozhodčí: Kovařík |